# August Gilles
August Gilles (Arendonk, 26 maart 1822 - aldaar, 28 juli 1893) was een Belgisch politicus.

## Biografie
August Gilles studeerde aan het Klein Seminarie in Hoogstraten. In 1872 kocht hij een huis met grond en schonk het aan het Armbestuur van Arendonk, waardoor het Godsgasthuis kon uitbreiden. 
Op 22 december 1873 volgde hij Hubert Verbist op, die overleed op 12 september, als burgemeester van Arendonk. 
Tijdens zijn ambtstermijn ijverde hij voor een tramverbinding van Turnhout naar Arendonk. Die kwam er uiteindelijk twee maanden voor zijn dood in 1893.
Na het overlijden van provincieraadslid Theodoor Wouters werd August Gilles op 7 juli 1874 verkozen tot raadslid van de provincie Antwerpen voor het kanton Arendonk. Deze functie vervulde hij tot aan zijn overlijden, waarna hij opgevolgd werd door zijn zoon, notaris Stanislas Gilles.